# John Brashear

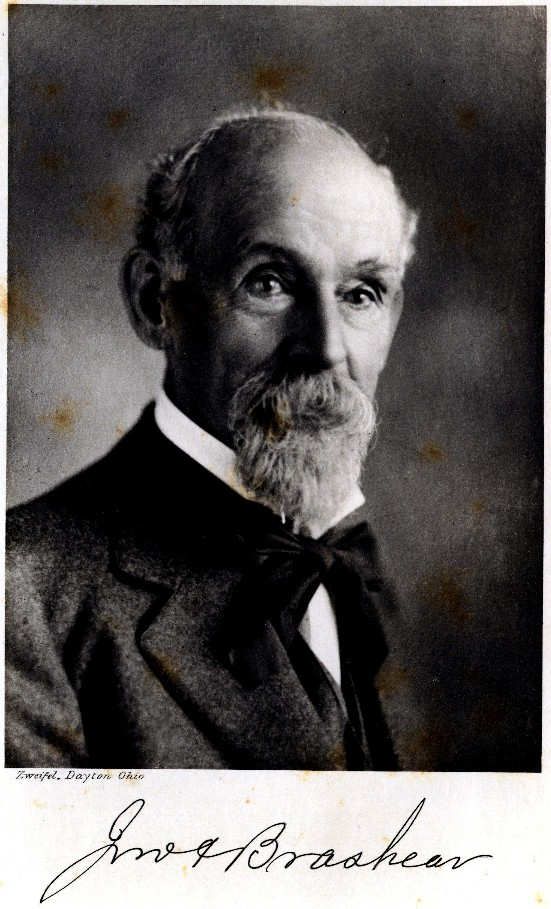
John Alfred Brashear

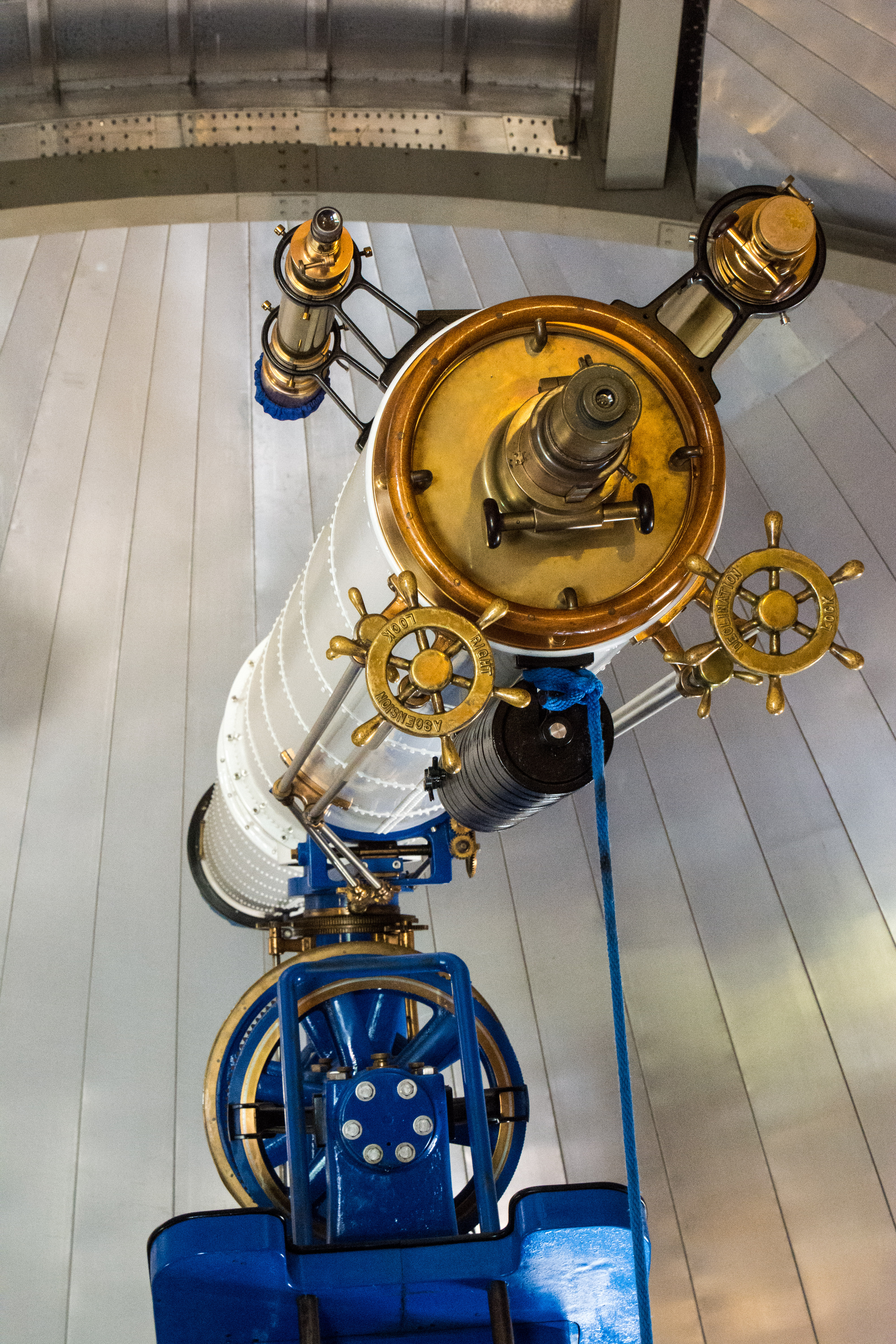
Das Teleskop Rachel am Chabot Space and Science Center ist ein 20-Zoll-Spiegelteleskop mit Optik von Brashear aus dem Jahre 1914.

John Alfred Brashear (* 24. November 1840 in Brownsville (Pennsylvania); † 8. April 1920 in Pittsburgh (Pennsylvania)) war ein US-amerikanischer Astronom und Hersteller von Teleskopen.

## Leben
John Alfred Brashear wurde am 24. November 1840 als Sohn des Sattlers Basil Brown Brashear und der Lehrerin Julia Smith Brashear in Brownsville geboren.
Brashear hat nicht studiert, insbesondere also keine astronomische Ausbildung genossen. Während des Sezessionskriegs begann er eine Arbeit in einem Pittsburgher Stahlwerk.
Am 24. September 1862  heiratete er Phoebe A Stewart Brashear (1843–1910).
Brashear entschied sich dann, seinen astronomischen Neigungen zu folgen und ein Teleskop zu bauen. Ab 1872 begann er in einer Werkstatt hinter seinem Haus eine 5-Zoll-Linse zu schleifen, die nach zweijähriger Arbeit zerbrach. Er musste von vorn beginnen und nach drei weiteren Jahren war das Teleskop fertig.
Er führte sein Teleskop und seine Linse dem Direktor des Allegheny Observatoriums Samuel Langley vor, der von Brashears Arbeit derart überzeugt war, dass er vorschlug, mit ihm ein Spiegelteleskop zu errichten.
Wieder zersprang der erste Versuch, diesmal bei der Versilberung des Spiegels, und wieder startete er einen zweiten Versuch. Die dazu von ihm entwickelte neue Versilberungsmethode wurde später auch Brashear-Prozess genannt und ist hier detailliert beschrieben. Er machte seine Methode öffentlich und erhielt hunderte von Aufträgen.
Nach einem durch die Doppelbelastung durch die Arbeit im Stahlwerk und dem Bau von Teleskopen erlittenen Zusammenbruch 1881 entschied er sich, seine Tätigkeit als Schlosser aufzugeben. Von Langley erhielt den Auftrag für die Versilberung eines Heliostaten und durch Förderung durch den Pittsburgher Geschäftsmann und Philanthropen William Thaw Sr. wurde er finanziell unabhängig und erhielt 1886 eine größere Werkstatt in der Nähe des Allegheny Observatoriums. Brashear stellte nun Linsen, Spiegel und spektroskopische Optik für Amateure und Einrichtungen weltweit her.
Sein Unternehmen, die John A. Brashear Co. Ltd. (1890–1920), die für hochpräzise astronomische Instrumente bekannt war, stellte unter anderem den von William Campbell entworfenen Spektrographen für das Lick-Observatorium her, belieferte das Internationale Büro für Maß und Gewicht in Paris und produzierte die Optik für Albert Michelsons erstes Interferometer.
Brashear war in der methodistischen Gemeinde Pittsburghs aktiv.  Er erfüllte Aufgaben am Allegheny Observatorium und war an der Planung dessen neuen Standorts beteiligt. Zudem war er Kurator am Carnegie Museum of Natural History.
John Alfred Brashear starb am  8. April 1920 im Alter von 79 Jahren.

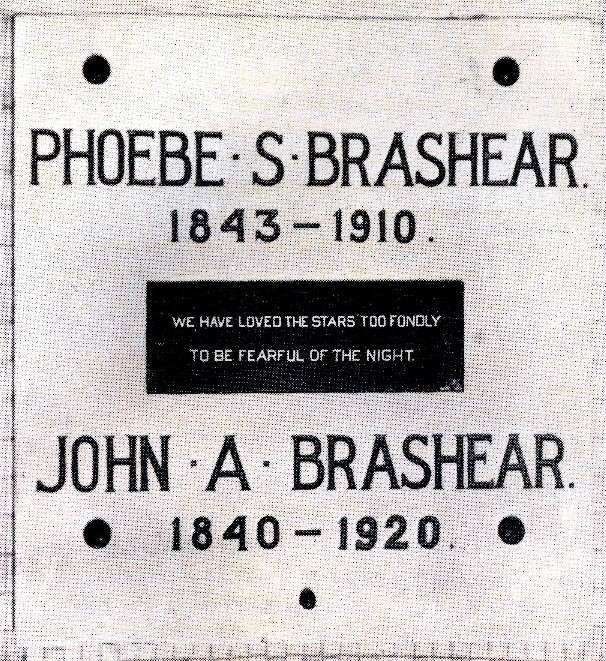
Gedenkplakette am Allegheny Observatorium

## Ehrungen
- Von 1898 bis 1899 war er Interimsdirektor des Allegheny Observatoriums.[7]
- 1902 wurde zu einem Mitglied der American Philosophical Society gewählt.[8]
- 1910 wurde John Brashear mit der Elliott-Cresson-Medaille des Franklin Instituts ausgezeichnet.
- Im Jahre 1970 benannte die Internationale Astronomische Union den Mondkrater Brashear offiziell nach John Alfred Brashear.[9]
- 1973 wurde auch der Marskrater Brashear nach John Brashear benannt.[10]
- Der 1984 entdeckte Asteroid (5502) Brashear wurde ebenfalls nach John Brashear benannt.[11]